# 早稲田南町
早稲田南町（わせだみなみちょう）は、東京都新宿区の町名。「丁目」の設定のない単独町名である。住居表示未実施。

## 概要
新宿区の北部に位置する。牛込地域に属し、旧町名の名残で牛込の名を冠して牛込早稲田南町とも呼ばれる。地域北部・西部は、早稲田町に接する。北東部・東部は弁天町に接する。南部は喜久井町に接する（地名はいずれも新宿区）。地域内の多くは住宅地となっている。地域北部を早稲田通りが通っている。

## 世帯数と人口
2025年（令和7年）3月1日現在（新宿区発表）の世帯数と人口は以下の通りである。
- 世帯数 : 519世帯
- 人口 : 804人

### 人口の変遷
国勢調査による人口の推移。
| 年                 | 人口  |
| ------------------ | ----- |
| 1995年（平成7年）  | 975   |
| 2000年（平成12年） | 1,040 |
| 2005年（平成17年） | 972   |
| 2010年（平成22年） | 907   |
| 2015年（平成27年） | 839   |
| 2020年（令和2年）  | 797   |

### 世帯数の変遷
国勢調査による世帯数の推移。
| 年                 | 世帯数 |
| ------------------ | ------ |
| 1995年（平成7年）  | 475    |
| 2000年（平成12年） | 559    |
| 2005年（平成17年） | 543    |
| 2010年（平成22年） | 522    |
| 2015年（平成27年） | 494    |
| 2020年（令和2年）  | 479    |

## 学区
市立小・中学校に通う場合、学区は以下の通りとなる（2021年8月時点）。
- 区域 : 全域
  - 小学校 : 新宿区立早稲田小学校
  - 中学校 : 新宿区立牛込第二中学校

## 交通
当地域北西に、東京メトロ東西線の早稲田駅がある。

## 事業所
2021年（令和3年）現在の経済センサス調査による事業所数と従業員数は以下の通りである。
- 事業所数 : 24事業所
- 従業員数 : 362人

### 事業者数の変遷
経済センサスによる事業所数の推移。
| 年                 | 事業者数 |
| ------------------ | -------- |
| 2016年（平成28年） | 25       |
| 2021年（令和3年）  | 24       |

### 従業員数の変遷
経済センサスによる従業員数の推移。
| 年                 | 従業員数 |
| ------------------ | -------- |
| 2016年（平成28年） | 261      |
| 2021年（令和3年）  | 362      |

## 施設
- 漱石公園（漱石山房跡・夏目漱石終焉の地）
- 新宿区立早稲田小学校・幼稚園
- 新宿区立早稲田南町保育園
- 早稲田大学喜久井町キャンパス（一部）
- 新宿区立早稲田南町児童館
- クロステレビ本社

## その他

### 日本郵便
- 郵便番号 : 162-0043[3]（集配局 : 牛込郵便局[15]）。